# Музей Игоря Талькова
Музей И́горя Талько́ва — музей, посвящённый творчеству музыканта Игоря Талькова. Открытие состоялось 5 марта 1993 года, спустя два года после смерти поэта. Инициатором создания учреждения стал друг семьи скульптор Вячеслав Клыков. В экспозиции музея представлены личные вещи музыканта, сценические костюмы, фотографии, а также рукописи стихов и тексты песен. Центральными экспонатами являются баян и гитара, на которых Тальков сыграл первые произведения, и штаны с пятнами крови, в которых музыкант был в момент убийства.

## Организация музея

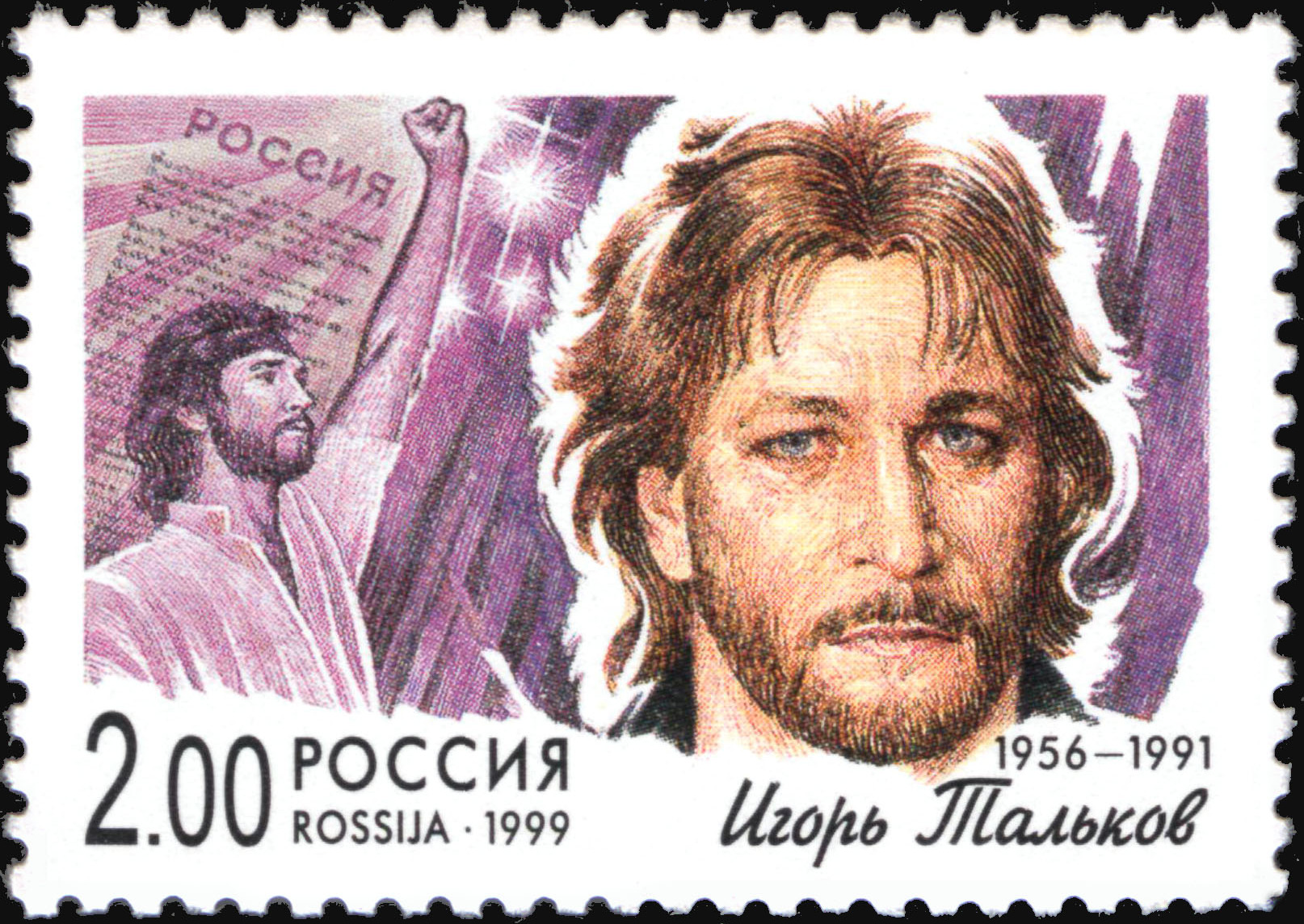
Почтовая марка с изображением Игоря Талькова, 1999 год

Музей памяти Игоря Талькова был открыт 5 марта 1993 года, спустя почти полтора года после смерти музыканта в Санкт-Петербурге. В день открытия родственники Талькова передали в экспозицию музея все личные вещи, оставшиеся от поэта. Впоследствии сын музыканта Игорь Тальков-младший отмечал, что в его доме не осталось ни одного предмета, напоминающего ему об отце, поскольку всё хранится в коллекции музея.
Идея создания мемориального музея Игоря Талькова была высказана родственниками сразу после похорон музыканта, однако государство не было заинтересовано в проекте. Большую роль в его организации сыграл близкий друг семьи, скульптор Вячеслав Клыков, начавший собирать первые экспонаты. По его инициативе музей снял помещение в деревянном флигеле замосквореченской усадьбы XVII века, изначально построенной для семьи Ржевских. На начало 2018 года в главном здании усадебного комплекса располагается «Фонд славянской письменности и культуры».
Смерть Талькова в 1991 году вызвала большой общественный резонанс. Помогая сформировать коллекцию музея, люди посылали открытки, концертные вырезки и фотографии, а также стихи и тексты песен, посвящённые музыканту. Мать музыканта Ольга Юльевна (1924-2007) в своей книге приводит одно из сообщений:
Игорь! Верь, что мы сделаем всё о чем ты мечтал, к чему стремился, за что боролся. Верь, что мы, твои единомышленники, очистим Россию от скверны, сделаем из неё Великую Россию, о которой ты мечтал, ту Россию, в которую ты должен обязательно вернуться. Иначе и быть не может, потому что ты жив в наших сердцах. Мы верим в твоё возвращение.
В феврале 2019 года музей певца переехал из-за того, что Фонд славянской письменности и культуры выселили из здания за неуплату аренды и задолженность по коммунальным платежам. Новым местом музея стала московская гимназия «Эллада» (улица Кошкина, 6), где учился Игорь Тальков-младший.

## Экспозиция

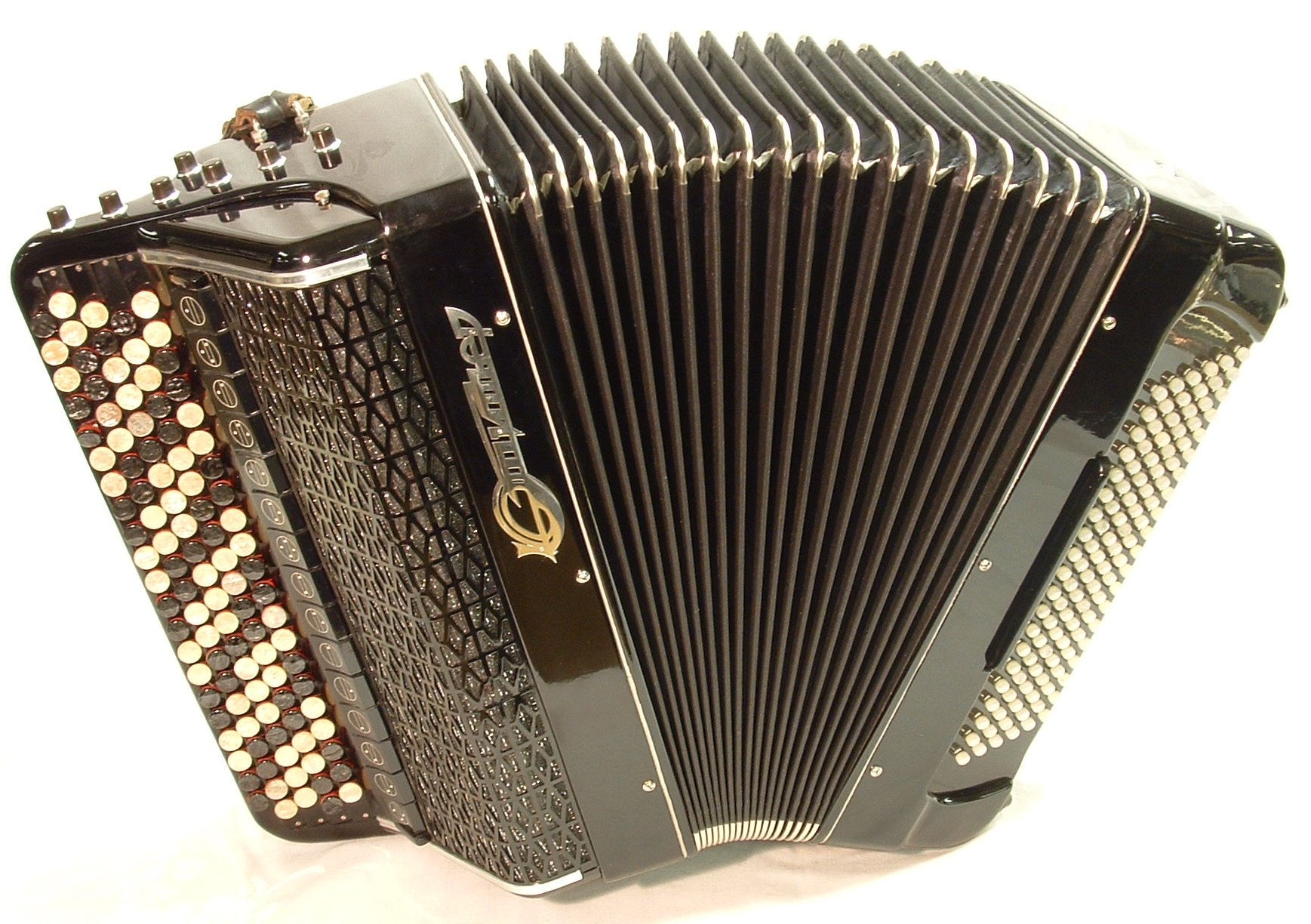
Баян марки «Юпитер» — на такой же модели играл Игорь Тальков, 2005

Экспозиция музея построена в хронологическом порядке и отражает творческие этапы жизни Талькова. Музыкальная карьера поэта началась ещё в старших классах Щёкинской средней школы № 11, когда он выступал в созданной им группе «Былое и думы». Этому периоду в жизни Талькова посвящены первые фотографии со сцены, ранние рукописи стихов, баян, на котором музыкант исполнил первые произведения, и мундир, в котором он появился на первом школьном спектакле. Тут же хранятся записки о первой критике Тальковым власти: будучи восемнадцатилетним начинающим музыкантом он приехал на концерт в Тулу, где исполнил анти-брежневские песни.
После переезда в Санкт-Петербург поэт стал участником Тульской филармонии «Фанты», а в начале 1970—1980-х был вокалистом и бас-гитаристом в ансамбле «Апрель». Позже он выступал в коллективах Людмилы Сенчиной и Маргариты Тереховой. Об этом периоде в жизни Талькова напоминает личная гитара музыканта, многочисленные концертные фотографии и сценические костюмы, а также трудовая книжка с отмеченными местами работы.
С 1986 года Тальков стал солистом «Электроклуба», а с 1987 года впервые исполнил песню «Чистые пруды», мгновенно ставшую знаменитой. В 1989 году он выпустил композиции «Россия» и рок-балладу «Бывший подъесаул». С 1991 музыкант вёл программу «Суд», в которой обсуждались события Октябрьской революции и критика глав компартии. Последней песней Талькова стала «Я вернусь», позже номинированная на премию «Песня года». Отмеченные этапы карьеры Талькова экспонируется через личные вещи музыканта: белая куртка и аккордеон, с которыми он впервые выступил на фестивале «Песня года», рукописи стихов, личные фотографии, китель с георгиевскими крестами, в котором Тальков любил выходить на сцену, а также штаны со следами крови, в которых музыкант был убит на сцене спортивного комплекса «Юбилейный» в 1991 году.
Последняя витрина музея посвящена творчеству поклонников музыканта и хранит записки, стихи, тексты песен и рисунки.